# Úlety
Úlety (v anglickém originále Guilty Pleasures) je sedmnáctá epizoda čtvrté série amerického hudebního seriálu Glee a v celkovém pořadí osmdesátá třetí epizoda tohoto seriálu. Scénář napsali Russel Friend a Garrett Lerner, režíroval ji Eric Stoltz a poprvé se vysílala ve Spojených státech dne 21. března 2013 na televizním kanálu Fox.

## Příběh
Blaine Anderson (Darren Criss) a Sam Evans (Chord Overstreet) převezmou kontrolu nad sborem po dobu, co je Will Schuester (Matthew Morrison) nemocný. Sboru zadají jako úkol týdne předvést své hudební "provinilá potěšení", tedy věci, které by neměli mít rádi a stydí se za ně, ale ve skutečnosti je zbožňují. Blaine a Sam na ukázku vystupují s písní „Wake Me Up Before You Go-Go" a Sam později zpívá i „Copacabana", na což následuje i Blaine s písní „Against All Odds". Sam si všimne, že Blaine směřoval píseň na něj a Blaine mu přiznává, že je do něj zamilovaný. Sam respektuje Blainovy pocity a zůstanou dobrými přáteli.
Marley Rose (Melissa Benoist), Kitty Wilde (Becca Tobin), Brittany Pierce (Heather Morris), Tina Cohen-Chang (Jenna Ushkowitz) a Wade "Unique" Adams (Alex Newell) zpívají „Wannabe" a Artie Abrams (Kevin McHale) si všimne, jak New Directions změnili Kitty a jak k nim přirostla. Dívky později konfrontují Jaka Puckermana (Jacob Artist), který si vybral píseň Chrise Browna. Jake jim řekne, že chce oddělit umění a osobní život umělce, se kterým nesouhlasí, ale nakonec píseň přece jen změní a zpívá „My Prerogative".
V New Yorku se Santana Lopez (Naya Rivera) vrací do apartmánu a Brody Weston (Dean Geyer) se vystěhuje poté, co se popral s Finnem Hudsonem (Cory Monteith). Santana prozrazuje Rachel Berry (Lea Michele), že Brody byl gigolo a si Rachel ohledně toho jde s Brodym promluvit a rozhodnou se, že jejich vztah je již definitivně u konce. Santana a Kurt Hummel (Chris Colfer) později utěšují Rachel a společně zpívají „Mamma Mia", v ten samý okamžik jako New Directions, kteří oslavují úspěch splnění svého týdenního úkolu.

## Seznam písní
- „Wake Me Up Before You Go-Go"
- „Copacabana"
- „Against All Odds (Take a Look at Me Now)"
- „Wannabe"
- „My Prerogative"
- „Creep"
- „Mamma Mia"

## Obsazení
| Chris Colfer      | Kurt Hummel           |
| Darren Criss      | Blaine Anderson       |
| Jane Lynch        | Sue Sylvester         |
| Kevin McHale      | Artie Abrams          |
| Lea Michele       | Rachel Berry          |
| Cory Monteith     | Finn Hudson           |
| Heather Morris    | Brittany Pierce       |
| Matthew Morrison  | William Schuester     |
| Chord Overstreet  | Sam Evans             |
| Amber Riley       | Mercedes Jones        |
| Naya Rivera       | Santana Lopez         |
| Mark Salling      | Noah „Puck“ Puckerman |
| Harry Shum mladší | Mike Chang            |
| Jenna Ushkowitz   | Tina Cohen-Chang      |

## Natáčení
Epizodu napsali výkonní producenti seriálu, Russel Friend a Garrett Lerner a režíroval ji Eric Stoltz. Natáčení trvalo až do 25. února 2013.
Mezi vedlejší postavy, které se objevily v této epizodě, patří členové sboru Wade "Unique" Adams (Alex Newell), Marley Rose (Melissa Benoist), Jake Puckerman (Jacob Artist), Kitty Wilde (Becca Tobin) a Ryder Lynn (Blake Jenner) a dále student NYADY, Brody Weston (Dean Geyer).
Sedm písní z epizody bylo vydáno jako singly: „Copacabana" od Barryho Manilowa v podání Chorda Overstreeta, „Creep" od Radiohead v podání Ley Michele a Deana Geyera, „My Prerogative" od Bobbyho Browna v podání Jacoba Artista, „Against All Odds (Take a Look at Me Now)" od Phila Collinse v podání Darrena Crisse, „Wake Me Up Before You Go-Go" od Wham! v podání Darrena Crisse a Chorda Overstreeta, „Wannabe" od Spice Girls v podání Alexe Newella, Melissy Benoist, Beccy Tobin, Jenny Ushkowitz a Heather Morris a „Mamma Mia" od ABBY v podání Ley Michele, Chrise Colfera, Nayi Rivery a New Directions.